# Natura

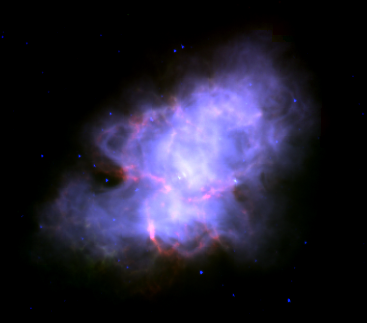
Mgławica Kraba i pulsar PSR B0531+21 widziana w podczerwieni przez SST

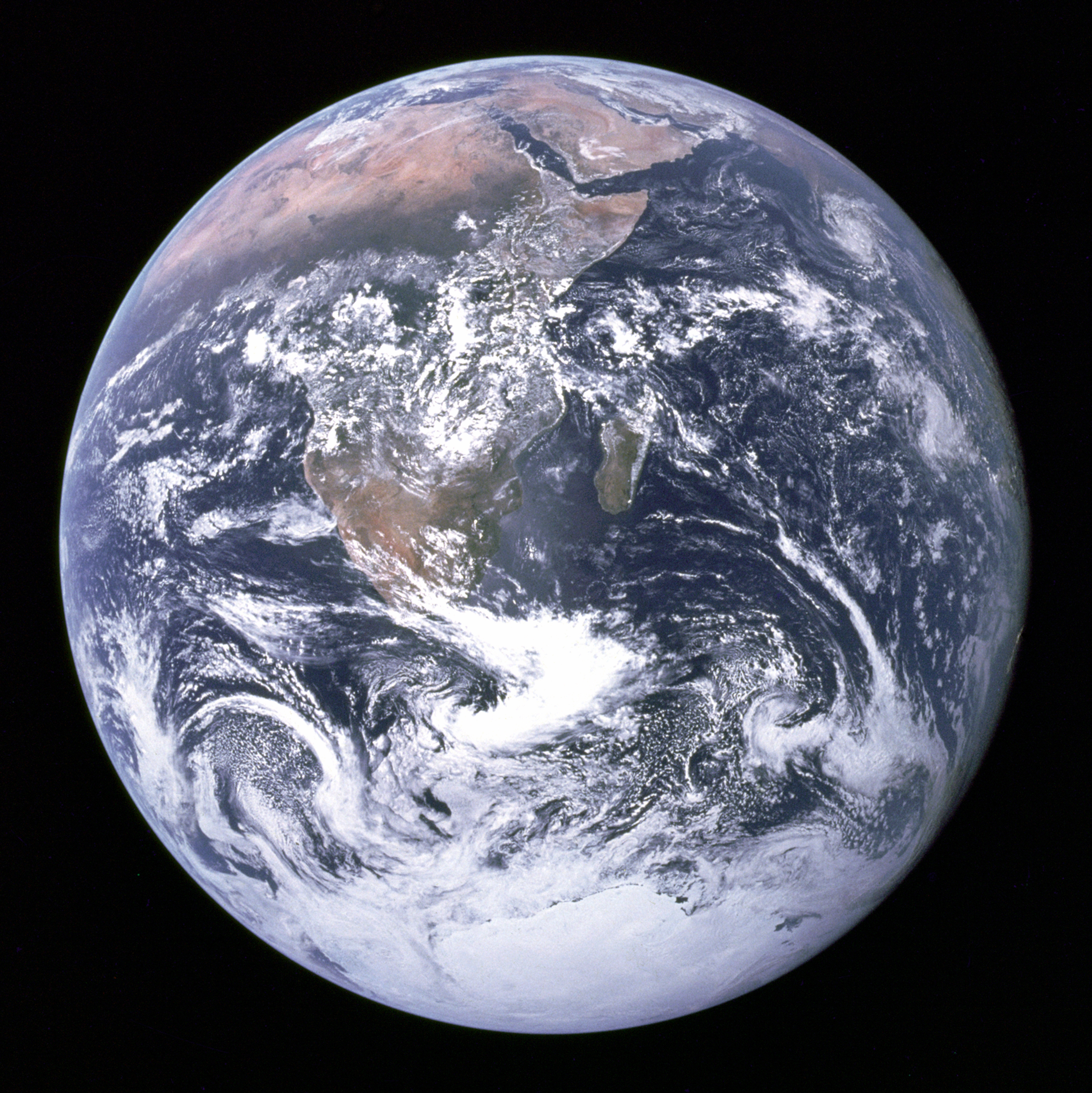
Ziemia widziana ze statku kosmicznego Apollo 17

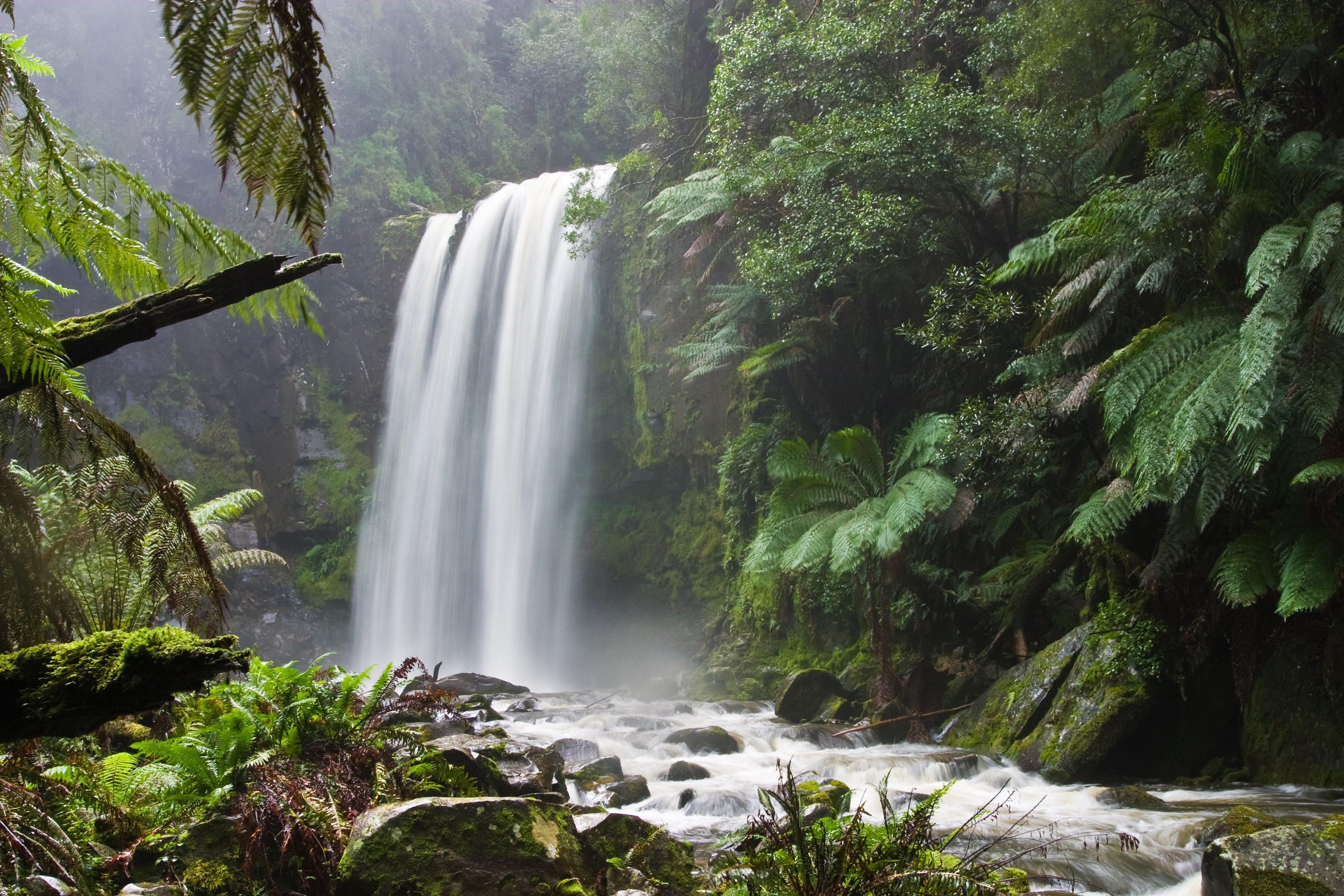
Wodospad Hopetoun Falls w Australii

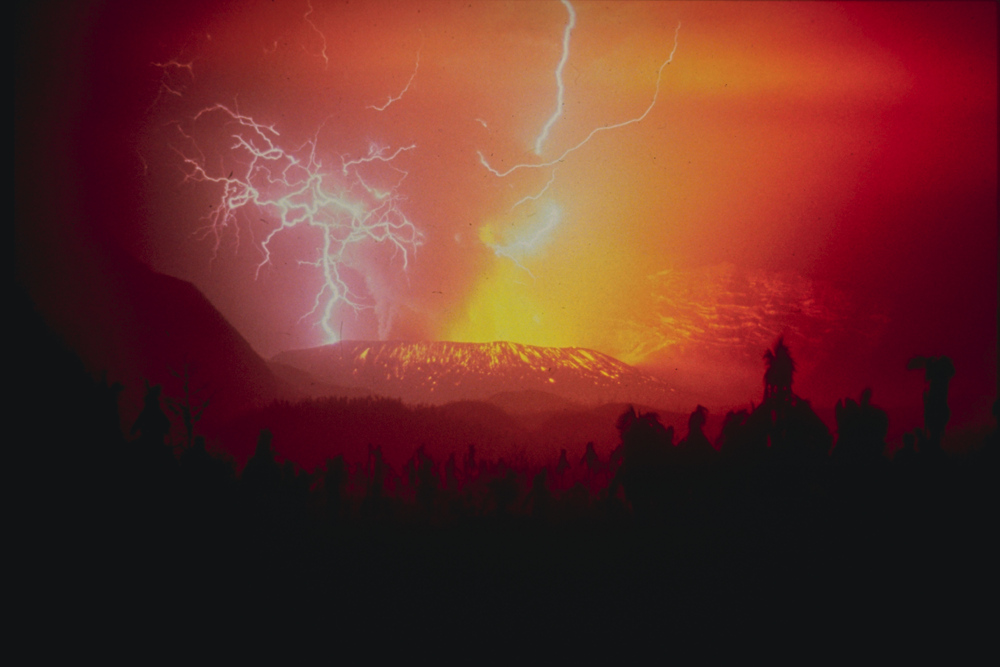
Erupcja wulkanu Galunggung

Przyroda, in. natura (łac. natura ‘przyroda’, stgr. φύσις [physis] ‘natura’) – w najszerszym znaczeniu wszechświat, rzeczywistość. Termin ten obejmuje także zjawiska fizyczne oraz życie – bez uwzględnienia wytworów i oddziaływania ludzi.

## Wszechświat
Wszechświat w kosmologii to nazwa oznaczająca czasoprzestrzeń, która zawiera wszystkie obiekty materialne i energię, dostępne do obserwacji metodami bezpośrednimi lub pośrednimi poprzez teleskopy i inne przyrządy obserwacyjne. Według stanu wiedzy na 2008 słowo wszechświat jest dla naukowców dwuznaczne. Zgodnie z ogólnie przyjętą teorią względności i opartej na niej teorii Wielkiego Wybuchu wiek Wszechświata szacuje się na 13,7 mld lat. Dla niektórych kosmologów obserwacyjnych, jest to sfera o promieniu około 4 × 1026 m (50 mld lat świetlnych), z nami w centrum, a pojęcie ogólnej czasoprzestrzeni nie ma sensu. Dla niektórych fizyków teoretycznych, Wszechświat jest czasoprzestrzenią według modelu Wielkiego Wybuchu w małej skali (8 × 1026 m). Obecne pomiary jednorodności promieniowania tła wskazują, że Wszechświat jest prawdopodobnie płaski i będzie rozprzestrzeniał się w nieskończoność.
Powszechnie dziś przyjętym modelem powstania i ewolucji Wszechświata jest model Wielkiego Wybuchu.

## Ziemia
Ziemia – trzecia w kolejności, licząc od Słońca, piąta co do wielkości planeta Układu Słonecznego. Jest największą z planet skalistych w Układzie Słonecznym, a także jak dotychczas jedynym znanym miejscem występowania życia. Wokół Ziemi krąży jeden naturalny satelita – Księżyc oraz prawdopodobnie dwa księżyce pyłowe (księżyce Kordylewskiego) i znaczna liczba sztucznych satelitów. Stałą, stabilną orbitę posiada także planetoida (3753) Cruithne, która pozostając w rezonansie z orbitą Ziemi przez niektórych jest uważana za drugi księżyc Ziemi.
Ziemia posiada masę i grawitację odpowiednią dla utrzymania atmosfery, chroniącej przed promieniowaniem jonizującym oraz własne pole magnetyczne chroniące przed wiatrem słonecznym. Oddalenie od Słońca jest właściwe dla utrzymania odpowiedniej temperatury. Uważa się, że czynniki te sprzyjały powstaniu życia na ziemi.